# Erna Brodber
Erna Brodber (sinh ngày 20 tháng 4 năm 1940) là một nhà văn, nhà xã hội học và nhà hoạt động xã hội người Jamaica. Cô là em gái của nhà văn Velma Pollard.

## Tiểu sử
Sinh ra tại làng nông nghiệp Woodside, Giáo xứ Saint Mary, Jamaica, cô đã có bằng cử nhân của Đại học Tây Ấn, sau đó là bằng thạc sĩ và tiến sĩ, và đã nhận được học bổng tiền lâm sàng về nhân học tâm thần. Sau đó, cô làm công chức, giáo viên, giảng viên xã hội học và nhà nghiên cứu tại Viện nghiên cứu kinh tế xã hội tại Đại học West Indies (UWI), Mona, Jamaica. Sau khi làm việc tại trường đại học, cô rời đi làm việc toàn thời gian trong cộng đồng nhà ở Woodside.
Cô là tác giả của năm cuốn tiểu thuyết: Jane và Louisa Will Soon Come Home (1980), Myal (1988), Louisiana (1994), The Rainmaker's Mistake  (2007), và nothing's Mat (2014). Brodber làm việc như một nhà văn, nhà nghiên cứu và giảng viên tự do ở Jamaica. Cô đã nhận được nhiều giải thưởng, trong đó có huy chương vàng Musgrave ba lần: một lần từ Viện Jamaica cho công việc trong văn học, một lần từ chính phủ Jamaica cho công việc cộng đồng, và một lần từ chính phủ Hà Lan cho công việc trong văn học và orature  Brodber hiện là Nhà văn đang cư trú tại Đại học West Indies.

## Giải thưởng và danh dự
Cô đã giành giải thưởng Nhà văn Khối thịnh vượng chung khu vực Caribbean và Canada năm 1989 cho Myal. Năm 1999, cô nhận được giải thưởng vàng Musgrave của Jamaica cho Văn học và Orature. Cô đã nhận được giải thưởng văn học Windham hạng Campbell năm 2017.